# Horatio Fitch
Horatio May Fitch (* 16. Dezember 1900 in Chicago, Illinois; † Mai 1985 in Allenspark, Colorado) war ein US-amerikanischer Leichtathlet, der in den frühen 1920er Jahren erfolgreich war. Der 400-Meter-Spezialist startete für die Chicago AA.
Er war Absolvent der Universität Illinois, wo er Ingenieurwesen studiert hatte.
Horatio Fitch war 1,75 m groß und 68 kg schwer.

## Leistungen
Im Jahr 1923 gewann Horatio Fitch die Landesmeisterschaft über 440 Yards in 50,0 s. Es folgten zwei vierte Plätze in den Jahren 1924 und 1925 sowie eine Vizemeisterschaft im Jahr 1926.
Den größten Erfolg seiner Karriere durfte Horatio Fitch im Jahr 1924 feiern. Er war einer der neun Athleten, die vom US-amerikanischen Leichtathletikverband zur Teilnahme an den Läufen über 400 Meter bei den Olympischen Spielen 1924 in Paris entsandt wurden. Vier Athleten wurden für die Einzelrennen und vier weitere plus ein Ersatzläufer für die 4-mal-400-Meter-Staffel nominiert. Horatio Fitch, der bei den Trials Zweiter hinter Coard Taylor geworden war, gehörte zu den Einzelläufern.
Der 23-jährige zeigte sich in Topform. Er gewann seinen Vorlauf und anschließend auch seinen Viertel- und seinen Halbfinallauf, wobei er im Halbfinale mit 47,8 s einen neuen olympischen Rekord aufstellte. An diese Leistung konnte er im Finale jedoch nicht mehr ganz anknüpfen. Die Goldmedaille gewann überlegen der Brite Eric Liddell in der neuen Weltrekordzeit von 47,6 s. Fitchs Zeit von 48,4 s reichte jedoch für den Gewinn der Silbermedaille vor Liddells Landsmann Guy Butler (Bronze in 48,6 s). Coard Taylor kam nur auf Platz 5.
In der US-amerikanischen 4-mal-400-Meter-Staffel, die die Goldmedaille gewann, war Horatio Fitch nicht vertreten.